# Castilleja macrostigma
Castilleja macrostigma är en snyltrotsväxtart som beskrevs av S. Wats.. Castilleja macrostigma ingår i släktet målarborstar, och familjen snyltrotsväxter. Inga underarter finns listade i Catalogue of Life.